# 只要有你在/我愛你
《只要有你在/我愛你》（日语：君がいるだけで/愛してる），是日本樂團米米CLUB推出的第13張單曲，於1992年5月4日發行，是米米CLUB的其中一首代表作，1990年代愛情電視劇主題曲的經典作。日本史上單曲銷量第5位。
單曲中的兩首歌曲《只要有你在》和《我愛你》都是同年富士電視台的月九劇《難得友情人》的主題曲，這部電視劇是人氣女星中森明菜1989年自殺未遂後復出的第一部主演電視劇，因此備受關注，收視率也十分喜人，對拉動單曲銷量幫助很大。單曲發行的第一週即賣出924,780張，打破了單曲首週銷售記錄；連續六個星期占據Oricon單曲週榜冠軍，並成為1992年度最暢銷單曲。最終單曲銷量突破300萬張，獲得日本唱片業協會的3 Million認證。是Oricon公信榜1968年創立以來當時銷量最高的J-POP單曲，迄今日本歷史上銷量第5高的單曲。收錄這兩首歌曲的專輯《Octave》的銷量也高達200萬張。
這張單曲是米米CLUB繼1990年的《浪漫飛行》之後的又一張取得極大成功的單曲。憑此單曲獲得了第34回日本唱片大賞流行搖滾部門大賞和金唱片大賞，還被邀請上第43回NHK紅白歌合戰上演唱。

## 收錄曲目
1. 只要有你在
2. 我愛你

- 作詞、作曲：米米CLUB(#1、2)
- 編曲：米米CLUB、中村哲(#1)、米米CLUB(#2)
- 弦樂器演奏編曲：桑野聖(#1)

## 翻唱
該張單曲的兩首歌曲皆曾被其他歌手改編翻唱，《只要有你在》一曲曾分別被台日混血歌手金城武、臺灣歌手邰正宵改編為國語版《只要你和我》、《靠近一點多情一些》，而《我愛你》一曲則曾被香港歌手張學友改編為粵語版《還是覺得你最好》與國語版《你給我的愛最多》。